# فرانسیس هانیکات
فرانسیس هانیکات (انگلیسی: Francis Honeycutt; ۲۶ مهٔ ۱۸۸۳ – ۲۰ سپتامبر ۱۹۴۰) فرد نظامی اهل ایالات متحده آمریکا بود.